# Gornja Bela Reka (Nova Varoš)
Pour les articles homonymes, voir Gornja Bela Reka.
Gornja Bela Reka (en serbe cyrillique : Горња Бела Река) est un village de Serbie situé dans la municipalité de Nova Varoš, district de Zlatibor. Au recensement de 2011, il comptait 165 habitants.

## Démographie
| 1948 | 1953 | 1961 | 1971 | 1981 | 1991 | 2002 | 2011 |
| ---- | ---- | ---- | ---- | ---- | ---- | ---- | ---- |
| 524  | 562  | 556  | 452  | 355  | 281  | 224  | 165  |

|  |